# Eurocopter UH-72 Lakota
Eurocopter UH-72 Lakota (sprva UH-145) je lahki dvomotorni večnamenski vojaški helikopter proizvajalca Eurocopter (zdaj Airbus Helicopters). UH-72 je vojaška verzija komercialnega Eurocopter EC145. Oktobra 2006 je American Eurocopter dobil naročilo za 345 helikopterjev UH-72 za zamenjavo UH-1H/V in OH-58A/C. 
Poganjata ga dva turbogredna motorja Turbomeca Arriel, vsak z 738 KM. Glavni rotor ima štiri krake. Lahko prevaža do 9 vojakov.

## Specifikacije (UH-72A)
Podatki iz UH-72 specifications, Eurocopter EC 145 data
Splošne karakteristike
- Posadka: 1 ali 2 pilota
- Število sedežev: 9 vojakov
- Dolžina: 42 ft 7 in (13,03 m)
- Premer rotorja: 36 ft 1 in (11,0 m)
- Višina: 11 ft 9 in (3,45 m)
- Površina rotorjev: 1023 ft² (94,98 m²)
- Teža praznega letala: 3951 lb (1792 kg)
- Uporaben tovor: 3953 lb (1793 kg)
- Maks. vzletna teža: 7903 lb (3585 kg)
- Pogon letala: 2 ×  turbogredni motor Turbomeca Arriel 1E2, 738 KM (551 kW)  vsak

 Zmogljivost 
- Maks. hitrost: 145 vozlov (167 mph, 269 km/h)
- Potovalna hitrost: 133 vozlov (153 mph, 246 km/h)
- Doseg: 370 nmi (426 mi, 685 km)
- Višina leta: 13181 ft (4018 m)
- Hitrost vzpenjanja: 1600 ft/min (8,13 m/s)